# 밈지
《밈지》(영어: The Last Mimzy)는 미국에서 제작된 로버트 셰이 감독의 2007년 SF 모험 드라마 영화이다. 티머시 허턴, 조엘리 리처드슨 등이 출연하였고, 마이클 필립스 등이 제작에 참여하였다.

## 출연진
- 리애넌 리 린
- 크리스 오닐
- 티머시 허턴
- 조엘리 리처드슨
- 레인 윌슨
- 캐스린 한
- 마이클 클라크 덩컨
- 패트릭 길모어
- 커스틴 윌리엄슨
- 캘럼 워시
- 브라이언 그린

## 기타 제작진
- 협력 제작: 조나 스미스
- 배역: 수전 테일러 브라우즈, 마저리 심킨
- 미술: 배리 추시드